# الخمره
الخمره قرية سعودية، تتبع مركز أبو راكة التابعة لمحافظة الطائف في منطقة مكة المكرمة. تقع في جنوب شرق الطائف، وتبعد عنها قرابة 90 كم.

## وصف القرية
تبعد القرية عن المركز حوالي 35 كم بإتجاه الشمال الشرقي، نوع الطريق سهل. أقرب مدينة أو قرية بها مركز للخدمات الصحية هو مركز أبو راكة الذي يبعد عن القرية 35 كم. خدمات التعليم: يوجد فب القرية مدرسة واحدة هي مدرسة الخمره الابتدائية للبنين. كما يوجد في القرية خدمة بلدية وخدمة بريد وبث تلفزيوني.